# Polskie LNG
Polskie LNG S.A. — компания, созданная для строительства и эксплуатации СПГ-терминала в Свиноуйсьце .

## История
Polskie LNG была создана в 2007 году, как 100 % дочерняя компания PGNiG, в форме общества с ограниченной ответственностью. Согласно постановлению Совета Министров Польши от 19 августа 2008 года, 8 декабря того же года 100 % акций Polskie LNG S.A. были приобретены за 52 млн zł компанией — оператором газотранспортной системы Польши Gaz-System SA., которая, в свою очередь, является 100 % дочерним предприятием Государственного казначейства Польши. Причины переподчинения компании от PGNiG к Gaz-System S.A. кроются в желании правительства оставить контроль над стратегическим СПГ-терминалом за государством в случае возможной приватизации PGNiG. (Gaz-System, в отличие от PGNiG, не подлежит приватизации).
1 января 2010 года Polskie LNG Sp. Z O O была преобразована в акционерное общество.
28 января этого же месяца компания получила сертификат соответствия нормативам ISO 9001, подтверждающий, что компания использует профессиональную систему управления в области «организация и контроль за проведением строительных проектов в области газовых терминалов», в том числе:
• выбор подрядчиков, связанных с проектированием, строительство терминала и надзора инвестора,
• сотрудничество с учреждениями контролирующими другие элементы терминала ,
• контроль подрядчиков (генеральный конструктор и генеральный подрядчик инвестиций и других подрядчиков в проекте).
3 марта 2010 года Polskie LNG подписала соглашения с 11 коммерческими банками для финансирования строительства терминала для терминала сжиженного газа в Свиноуйсьце. Согласно соглашению, каждый из одиннадцати банков выкупил облигации Polskie LNG на сумму более 75 миллионов евро (всего — более чем на 800 евро). Среди подписавших соглашение банков были такие, как Bank Nordea, «Bank Gospodarstwa Krajowego», BNP Fortis oraz Bank, Societe Generale. Также было подписано соглашение о намерениях с Европейским банком реконструкции и развития на сумму финансирования в размере 200 миллионов евро.
24 июня 2010 года компания объявила, что в организованном ею тендере на строительство СПГ-терминала в Свиноуйсьце победил консорциум Saipem SpA (Италия), Saipem SA (Франция), Techint Compagnia Tecnica Internazionale SpA (Италия), Snamprogetti Canada Inc.
В октябре 2010 года был подписан контракт с Морским университетом Щецина и с Академией горного дела и металлургии в Кракове соглашения, в по созданию «Европейского учебного центра СПГ» для подготовки специалистов по эксплуатации терминала. Для этой же цели были закуплены четыре виртуальных тренажера.
В ноябре 2010 года Polskie LNG застраховало СПГ-терминал в Свиноуйсьце на сумму в 4,5 миллиарда злотых у консорциума страховщиков TUiR Warta SA, STU Ergo Hestia SA, Generali TU SA и TUiR Allianz. Страховая ставка составила 18,5 млн злотых, или 0,4 процента от страховой суммы.
6 октября 2011 года компания объявила о решении Европейской Комиссии предоставить на строительство терминала безвозвратный грант в размере 925 млн злотых (225 млн евро) в рамках региональной программы Infrastructure and Environment Operational Programme (IaEOP)
456 миллионов злотых из этого гранта были использованы Polskie LNG для оплаты по контракту с Институтом Нефти и Газа
В марте 2012 года, по результатам проведённого материнской кампанией Gaz-System финансового аудита, с занимаемой должности был уволен Президент Polskie LNG Збигнев Рапчак (Zbigniew Rapciak — польск.). Эту должность он занимал с июля 2009 года.
4 октября 2012 года компания подписала соглашение с Европейским банком реконструкции и развития о предоставлении инвестиционного кредита в размере 300 миллионов злотых дна строительство СПГ — терминала в. Срок погашения кредита — 12 лет.
10 сентября 2013 года было подписано соглашение с консорциумом -генеральным подрядчиком строительства, согласно которому сроки сдачи объекта переносились на конец 2014 года, а сумма контракта увеличена до 65,7 млн евро
Через два месяца после этого, 4 ноября, очередной Президент Polskie LNG, Рафал Вардзински (Rafał Wardziński — польск), был перемещён с занимаемой должности на должность вице-президента.
8 апреля 2015 года компания подписала контракт с Tractebel Engineering на технико-экономическое обоснование расширения СПГ-терминала с целью квеличения его пропускной способности с 5 до 7,5 млрд кубометров газа в год.
16 ноября 2015 года представитель Polskie LNG Мацей Мазур заявил, что терминал СПГ в Свиноуйсьце получил все необходимые разрешения для начала эксплуатации.
12 мая 2016 года Управление по регулированию энергетики Польши выдало компании Polskie LNG лицензию на регазификацию сжиженного природного газа, а также назначила компанию оператором СПГ-терминала в Свиноуйсьце.

## Руководство компании
Председатель Наблюдательного Совета — Томаш Штепин (Tomasz Stępień — польск)
Заместитель Председателя наблюдательного совета — Изабелла Лис-Горшковска (Izabella Łyś — Gorzkowska — польск)
Секретарь Наблюдательного Совета — Артур Завартко (Artur Zawartko — польск)
Члены Наблюдательного Совета — Войцех Шеляговский (Wojciech Szelągowski — польск), Матеуш Кеферлинг (Mateusz Kieferling — польск).
Президент — Ян Чадам (Jan Chadam — польск.)